# Огюстен Пажу
Огюстен Пажу (на френски: Augustin Pajou) е френски скулптор. Сред най-известните му работи са портретите на Жорж-Луи дьо Бюфон, Мадам дю Бари, Жак-Бенин Босюе, Карлин Бертинаци и паметникът на Мария Лешчинска.

## Галерия
- Бюст на Мадам дю Бари
- Нептун с Цербер, 1760
- Калиопа, ок. 1763
- Нептун, 1767
- Бюст на Бюфон, 1775
- Меркурий, 1780
- Мадам Льо Брюн, 1785
- Блез Паскал, 1785 (детайл)